# Beana umbrina
Beana umbrina är en fjärilsart som beskrevs av George Francis Hampson 1918. Beana umbrina ingår i släktet Beana och familjen trågspinnare. Inga underarter finns listade i Catalogue of Life.